# Enosis Neon Trust
Enosis Neon Trust (nowogr. Ένωσις Νέων Τραστ translit. Énōsis Néōn Trast) – cypryjski klub piłkarski z siedzibą w mieście Nikozja. Założony w 1924 roku, rozwiązany w 1938 roku. Był pierwszym zdobywcą Mistrzostwa Cypru oraz Pucharu Cypru.

## Historia
Nieporozumienia dotyczące ustalania składu występującego w meczach między zawodnikami Pancypryjskiej Organizacji Piłkarskiej Podosfairikós Ómilos Pagkýpria (POP) (nowogr.: Ποδοσφαιρικός Όμιλος Παγκύπρια (ΠΟΠ)), uznawanej za pierwszy cypryjski klub piłkarski, spowodowały jej rozwiązanie w marcu 1924 roku i utworzenia przez jej byłych zawodników dwóch drużyn piłkarskich; jedna z nich trafiła do założonej w 1921 roku organizacji Panergatikó Ómilo (nowogr.: Πανεργατικό Όμιλο) i występowała jako Podosfairikós Sýndesmos Panergatikós (nowogr.: Ποδοσφαιρικός Σύνδεσμος Πανεργατικός), a druga dołączyła do organizacji Enosis Neon Trust. EN Trust stało się klubem elity społecznej Nikozji (lekarzy, adwokatów, sędziów oraz handlowców), który wniósł nowy impuls do wydarzeń społeczno-kulturalnych miasta, a Panergatikós był klubem klasy robotniczej. Klub odegrał także wiodącą rolę w organizacji wydarzeń intelektualnych i artystycznych nie tylko w regionie, ale i w kraju.
Nazwa Trust wybrana została nieprzypadkowo. Podochodzi od angielskiego słowa trust, które oznacza zaufanie.
W okresie przed istnieniem krajowego związku piłkarskiego i oficjalnej ligi klub uczestniczył w latach 1933-34 w rozgrywkach organizowanych przez pojedyncze kluby. W lipcu 1933 roku EN Trust stał się pierwszym cypryjskim klubem, który wyjechał do Grecji. W towarzyskim meczu 23 lipca 1933 roku zmierzył się z Panathinaikosem, przegrywając 1:2.
23 września 1934 roku klub został członkiem założycielem Cypryjskiej Federacji Piłkarskiej i uczestnikiem pierwszych Mistrzostw Cypru i Pucharu Cypru, które zostały zorganizowane w sezonie 1934/35. EN Trust wygrał jedne i drugie rozgrywki i został pierwszym podwójnym zwycięzcą piłkarskich rozgrywek. W finale Pucharu 1934/35 EN Trust pokonało APOEL FC po dodatkowym meczu 1:0 (w pierwszym spotkaniu był remis 0:0). W 1935/36 ponownie zdobyli Puchar, pokonując Lefkoşa Türk SK 4:1, ale w następnym sezonie zostali pokonani 1:2 przez APOEL. Po rocznej przerwie, EN Trust wygrał puchar po raz trzeci w 1938 roku, kiedy pokonał AEL Limassol 2:1. Dobre wyniki w Pucharze nie miało przełożenia na wyniki w lidze. Mistrzostwo z 1935 roku było jedynym w historii klubu. Do 1938 roku drużyna zawsze znajdowała się na drugim miejscu, w cieniu APOEL-u, który był nieustannym mistrzem w tamtym okresie.
Relacje między EN Trust a APOEL-em, czołowymi zespołami pierwszego okresu funkcjonowania KOP były wrogie. Ich konflikt osiągnął swój szczyt 17 kwietnia 1938 roku. Mecz między APOEL-em i EN Trust został przerwany. Krajowy związek oświadczył, że winny przerwania spotkania jest EN Trust. Klub uznał, że jest niesprawiedliwie traktowany przez KOP i że był ofiarą układu KOP i APOEL-u. W konsekwencji, 23 kwietnia 1938 roku podjęto decyzję o rozwiązaniu drużyny piłkarskiej. Obecnie Enosis Neon Trust funkcjonuje jako organizacja społeczna.

## Symbole klubowe

### Herb i barwy
Barwami EN Trust były zielony i żółty. Historyczny herb miał kształt okrągłej tarczy w barwach klubowych - żółte tło i zielone wstawki. W środku znajduje się sylwetka nagiego biegnącego mężczyzny trzymającego w prawej dłoni pochodnię, w lewej miecz lub sztylet. Za nim widnieje ptak w locie. Pod postacią znajduje się napis Αιέν αριστεύειν, który tłumaczyć można jako Być zawsze pierwszym. Na otoku zielonumi literami greckimi napisana jest pełna nazwa klubu oraz rok założenia.

## Osiągnięcia
- Mistrz Cypru (1 raz): 1934/35
- Wicemistrzostwo Cypru (3 razy): 1935/1936, 1936/37, 1937/38
- Puchar Cypru (3 razy): 1934/35, 1935/36, 1937/38
- Finał Pucharu Cypru (1 raz): 1936/37

## Bilans sezon po sezonie
| Sezon     | Liga          | Miejsce | Puchar Cypru |
| --------- | ------------- | ------- | ------------ |
| 1934/1945 | A’ Kategorias | 1       | Puchar Cypru |
| 1935/1936 | A’ Kategorias | 2       | Puchar Cypru |
| 1936/1937 | A’ Kategorias | 2       | -            |
| 1937/1938 | A’ Kategorias | 3       | Puchar Cypru |

Poziom rozgrywek:
     pierwszy, najwyższy ogólnokrajowy
     drugi
     trzeci
     czwarty

## Stadion

### Stadion GSP
EN Trust przez cały okres funkcjonowania mecze domowe rozgrywał na starym stadionie GSP.